# Kap Verde vid världsmästerskapen i friidrott 2009
Kap Verde deltog vid Världsmästerskapen i friidrott 2009 i Berlin.

## Deltagare

### Herrar
| Gren    | Namn        |
| Maraton | Nelson Cruz |

### Damer
| Gren       | Namn        |
| 1500 meter | Eva Pereira |